# Enlil-nadin-ahi
Enlil-nādin-aḫe, geschreven als  dEN.LÍL-MU-ŠEŠ. “Enlil schenkt een broer,” of Enlil-šuma-uṣur, “Enlil beschern de zoon,” (afhankelijk van de lezing van –MU-ŠEŠ) was ca. 1157—1155 v'Chr. (korte chronologie) de 36e en laatste koning van de Kassitische dynastie die sinds rond 1500 v.Chr. over Babylon en het land Karduniaš geheerst had.

## Biografie
Shutruk-Nahhunte I, koning van Elam, was Babylonië binnengevallen en had daarmee een einde gemaakt aan het korte bewind van Enlil-nādin-aḫe’s voorganger, Zababa-šuma-iddina. Hij was daarna naar Susa teruggekeerd, nadat hij zijn zoon, Kutir-Nahhunte, als gouverneur had aangesteld. Enlil-nādin-aḫe werd tot “Sumer and Akkad” uitgeroepen en regeerde drie jaar waarschijnlijk in verzet tegen de bezettingsmacht van Elam. Een enkele kudurru ofwel grenspaal (zie afbeelding), die een koninklijke landgift markeert, een administratieve tekst die de ontvangers van graan uit Ur opsomt, en een paar tabletten uit een kleine vondst uit de Merkes-sectie van Babylon, getuigen van zijn bewind.
Kronieken uit een latere tijd verhalen dat aan zijn korte bewind een dramatisch einde kwam doordat hij een veldtocht tegen de troepen van Elam begon. Deze liep uit op een verpletterende nederlaag tegen Kutir-nahhunte, die inmiddels waarschijnlijk al Shutruk-nahhunte had opgevolgd. Zo werd de laatste vorst van de Kassieten samen met zijn edellieden in ketenen naar Elam afgevoerd. Er werd ook veel plunder uit de tempels van het land meegevoerd waaronder het beeld van de god Marduk. Overigens was de god van de Kassietenkoningen altijd Shuqamuna geweest en Marduk was nog een vrij onbekende godheid. De volgende dynastie zou dat echter veranderen. Het wegvoeren van het beeld van Marduk werd later in Babylon als grote heiligschennis gezien en Kutir-Nahhunte werd er berucht om. 
Zijn misdaden waren groter en zijn zware zonden erger dan al zijn voorouders ooit begaan hadden. . . als een zondvloed vaagde hij al de volkeren van Akkad weg en legde Bebylon en al de edele steden van heiligheid in puin.— Nabû-kudurrī-uṣur I? 
De herinnering aan de ramp werd levend gehouden in een gebed in de Akkadische liturgie van de rituelen in de derde maand Simanu. Een invocatie van de god van de rechtvaardigheid Šamaš luidt:
Een agressor viel ons aan, plunderde onze kudden. Een kwaadaardige vijand kwam snel over ons; de boze verwoestte ons platteland. De vijand nam ons gevangen. Zijn boog was gespannen om de pijlen te doen vliegen. Zelf wisten we niet hoe een pijlkoker vast te houden. Elam overweldigde onze heiligdommen.  Wij kenden de grote krijgskunst niet en de Subariet was in vergelijking zo mak als een ooilam. Babylons lendenen werden ontbloot.— Tempelritueel voor Simanu
De zijdelingse sneer naar de 'Subariet' verwijst waarschijnlijk naar de Assyrische koning.
De zogenaamde Chedor-laomer-teksten, uit de Spartoli-tablettenverzameling in het British Museum, zouden ook op deze periode betrekking kunnen hebben met Kudur-lagamar in de rol van Kutir-Nahhunte. Kudur-lagamar wordt beschreven als iemand die in Babylon regeert en Marduk omverwerpt en mogelijk afvoert. De Chedor-laomer-teksten zijn fragmentarisch en stammen uit de 2e eeuw v.Chr. Zij houden een overlevering in leven die wellicht teruggaat tot de 7e eeuw. Ze verhalenhoe vier opeenvolgende koningen met raadselachtige en dubbelzinnige namen Babylon aanvielen.
De Marduk-profetie  is een vaticinium ex eventu (profetie achteraf) die waarschijnlijk dateert van de regering van Nabu-kudurri-uṣur I-(niet de Bijbelse Nebudadnezer) die regeerde van 1125 v.Chr. tot 1103 v.Chr., beschrijft de vreselijke gevolgen van het vertrek van het beeld van Marduk voor de stad Babylon, waar: “dolle honden door de straten dolen en burgers bijten; vriend valt vriend aan, de rijken bedelen van de armen, broer eet zus en de lijken versperren de stadspoorten.”